# Wereldkampioenschappen wielrennen 1938
De wereldkampioenschappen wielrennen 1938 werden gehouden in Valkenburg, Nederland. Marcel Kint werd de winnaar bij de wegrit van de profs. Het was de laatste editie voor de Tweede Wereldoorlog en Kint bleef zodoende acht jaar wereldkampioen.
De Cauberg moest meerdere malen worden bedwongen en van de Geulhemmerberg werd afgedaald.
Het was een harde koers met regen en onweer, een ware slijtageslag met als winnaar Marcel Kint.

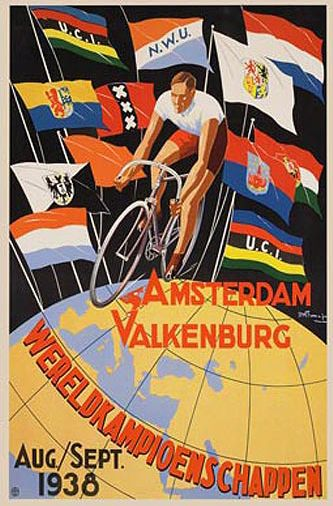
Poster van WK wielrennen 1938 op de baan in Amsterdam en op de weg in Valkenburg.

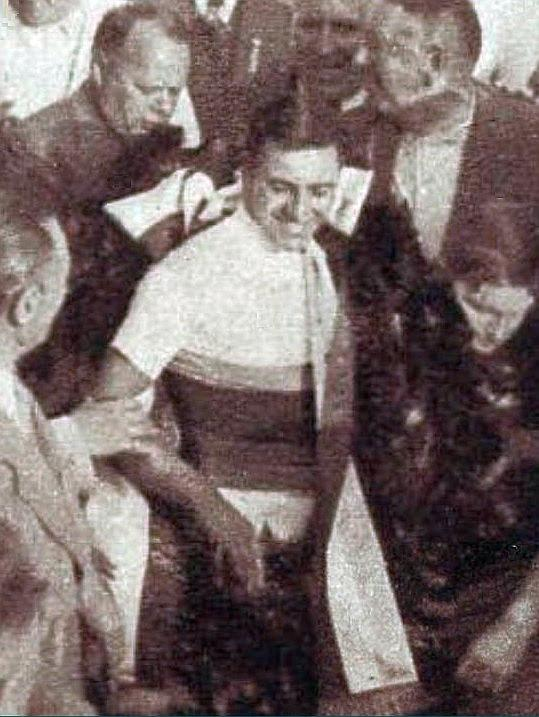
De Zwitserse Wereldkampioen wielrennen op de weg voor amateurs Hans Knecht.

## Uitslagen

### Uitslag
| Plaats | Renner            | Land        | Tijd     |
| ------ | ----------------- | ----------- | -------- |
| 1      | Marcel Kint       | België      | 7u53'25" |
| 2      | Paul Egli         | Zwitserland | z.t.     |
| 3      | Leo Amberg        | Zwitserland | z.t.     |
| 4      | Piet van Nek      | Nederland   | +0'11    |
| 5      | Edward Vissers    | België      | +1'18    |
| 6      | François Neuville | België      | +2'45"   |
| 7      | Hans Martin       | Zwitserland | +12'53   |
| 8      | Arsène Mersch     | Luxemburg   | z.t.     |

### Mannen amateurs
| pos.   | renner        | land        |
| ------ | ------------- | ----------- |
| Goud   | Hans Knecht   | Zwitserland |
| Zilver | Josef Wagner  | Zwitserland |
| Brons  | Joop Demmenie | Nederland   |

1921 · 
1922 · 
1923 · 
1924 · 
1925 · 
1926 · 
1927 · 
1928 · 
1929 · 
1930 · 
1931 · 
1932 · 
1933 · 
1934 · 
1935 · 
1936 · 
1937 · 
1938 · 
1946 · 
1947 · 
1948 · 
1949 · 
1950 · 
1951 · 
1952 · 
1953 · 
1954 · 
1955 · 
1956 · 
1957 · 
1958 · 
1959 · 
1960 · 
1961 · 
1962 · 
1963 · 
1964 · 
1965 · 
1966 · 
1967 · 
1968 · 
1969 · 
1970 · 
1971 · 
1972 · 
1973 · 
1974 · 
1975 · 
1976 · 
1977 · 
1978 · 
1979 · 
1980 · 
1981 · 
1982 · 
1983 · 
1984 · 
1985 · 
1986 · 
1987 · 
1988 · 
1989 · 
1990 · 
1991 · 
1992 · 
1993 · 
1994 · 
1995 · 
1996 · 
1997 · 
1998 · 
1999 · 
2000 · 
2001 · 
2002 · 
2003 · 
2004 · 
2005 · 
2006 · 
2007 · 
2008 · 
2009 ·
2010 · 
2011 · 
2012 · 
2013 · 
2014 · 
2015 · 
2016 · 
2017 · 
2018 · 
2019 · 
2020 ·
2021 ·
2022 ·
2023 ·
2024 ·
2025 ·
2026